# Hydroporus feryi
Hydroporus feryi är en skalbaggsart som beskrevs av Wewalka 1992. Hydroporus feryi ingår i släktet Hydroporus och familjen dykare. Inga underarter finns listade i Catalogue of Life.